# NGC 2970
NGC 2970 é uma galáxia elíptica (E1) localizada na direcção da constelação de Leo. Possui uma declinação de +31° 58' 39" e uma ascensão recta de 9 horas, 43 minutos e 31,0 segundos.
A galáxia NGC 2970 foi descoberta em 6 de Março de 1828 por John Herschel.